# Biskupi Banja Luki
Biskupi Banja Luki – wykaz duchownych sprawujących władzę zwierzchnią w diecezji Banja Luki (ordynariusze) w Bośni i Hercegowinie oraz ich sufraganów.

## Odrdynariusze
| L.p. | Lata                               | Imię i nazwisko             | Portret | Informacje dodatkowe     |
| ---- | ---------------------------------- | --------------------------- | ------- | ------------------------ |
| *    | 5 lipca 1881 - 25 kwietnia 1882    | abp Serafino Vannutelli     |         | administrator apostolski |
| *    | 25 kwietnia 1882 – 27 marca 1884   | abp Josef Stadler           |         | administrator apostolski |
| *    | 27 marca 1884 – 20 czerwca 1912    | bp Marijan Marković, O.F.M. |         | administrator apostolski |
| 1    | 14 grudnia 1912 – 30 czerwca 1946  | bp Josip Stjepan Garić      |         | ordynariusz              |
| *    | 8 lipca 1946 – 15 grudnia 1951     | bp Smiljan Franjo Čekada    |         | administrator apostolski |
| *    | 15 grudnia 1951 – 11 sierpnia 1958 | bp Dragutin Čelik           |         | administrator apostolski |
| 2    | 22 lipca 1959 – 15 maja 1989       | bp Alfred Pichler           |         | biskup diecezjalny       |
| 3    | 15 maja 1989 – 8 grudnia 2023      | bp Franjo Komarica          |         | biskup diecezjalny       |
| 4    | od 2 marca 2024                    | bp Željko Majić             |         | biskup diecezjalny       |

## Sufragani
- 1985-1989: bp Franjo Komarica - biskup tytularny Satafis
- od 2010 r.: bp Marko Semren, O.F.M. - biskup tytularny Abaradira